# Julie Towers
Julie Towers, född den 12 oktober 1976 i Taree, Australien, är en australisk landhockeyspelare.
Hon tog OS-guld i damernas landhockeyturnering i samband med de olympiska landhockeytävlingarna 2000 i Sydney.